# Hale Hamilton
Hale Rice Hamilton (Topeka, 28 febbraio 1880 – Hollywood, 9 novembre 1976) è stato un attore statunitense.

## Filmografia parziale
- The Great Gatsby, regia di Herbert Brenon (1926)
- The Drums of Jeopardy, regia di George B. Seitz (1931)
- Tante donne e nessuna (The Great Lover), regia di Harry Beaumont (1931)
- Una famiglia 900 (A Successful Calamity), regia di John G. Adolfi (1932)
- Guerra bianca (Employees' Entrance), regia di Roy Del Ruth (1933)
- Pura al cento per cento (The Girl from Missouri), regia di Jack Conway (1934)